# Letní kino Olomouc
Letní kino v Olomouci, někdy označované také jako Letňák, se nachází na olomoucké Pekární ulici. V minulosti sloužilo pouze k promítání filmů pod širým nebem, nicméně později se jeho areál přeměnil v multifunkční plochu, kde se kromě promítání filmů často odehrávají také koncerty a další akce, často komornějšího charakteru.
V areálu Letního kina Olomouc se nachází kromě velkého amfiteátru také několik menších scén (určených zejména právě pro akce komornějšího charakteru). Kromě toho se v areálu kina nachází také restaurace a parčík, který lze využít k relaxaci.
K roku 2024 byla v plánu rozsáhlá přestavba a rekonstrukce areálu, přičemž v plánu bylo rovněž převedení Letního kina novému provozovateli. V květnu 2025 pak areál skutečně rekonstrukcí prošel a změněn byl také jeho provozovatel (stal se jím stejnojmenný spolek).

## Galerie

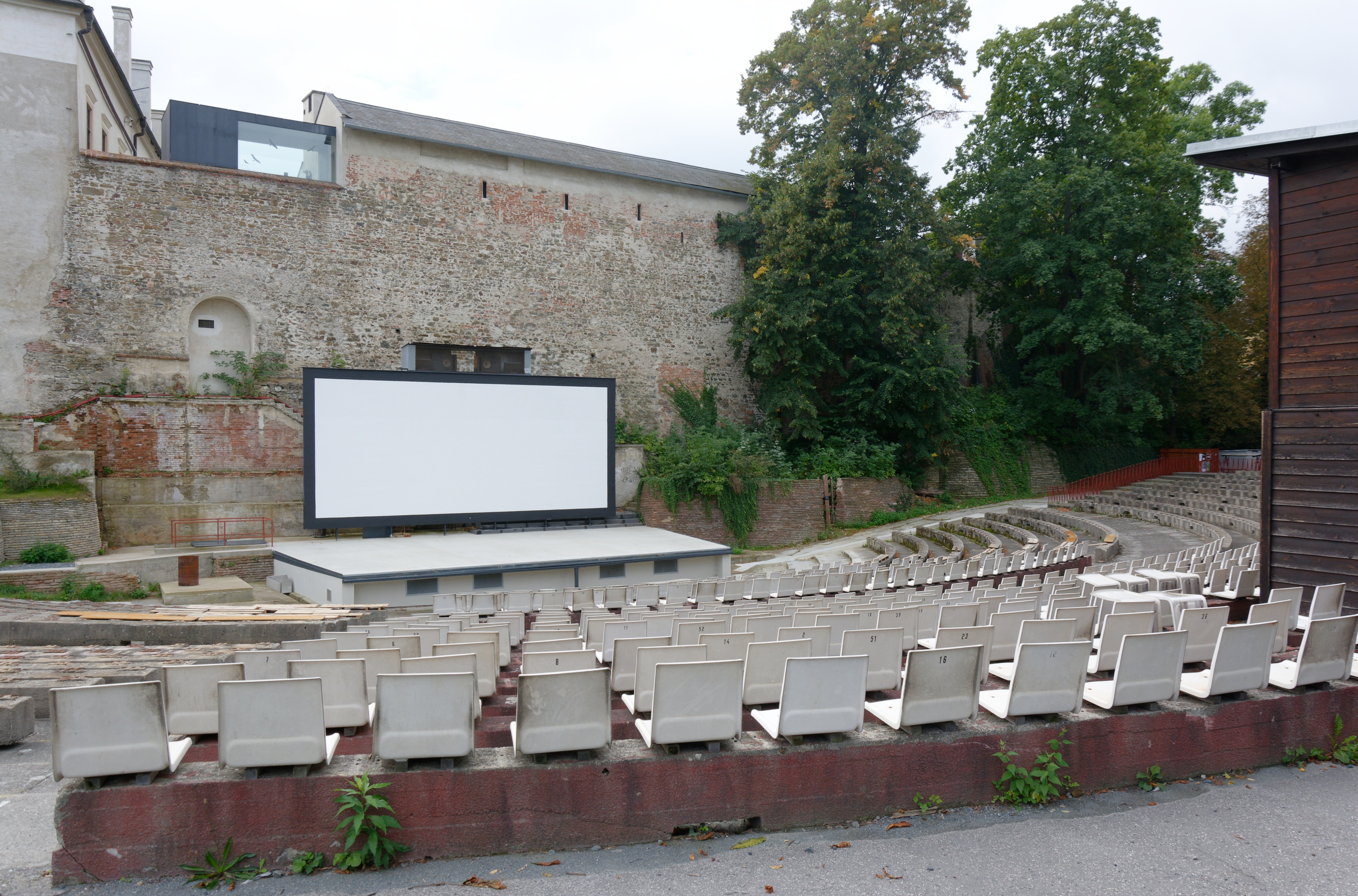
Hlavní scéna
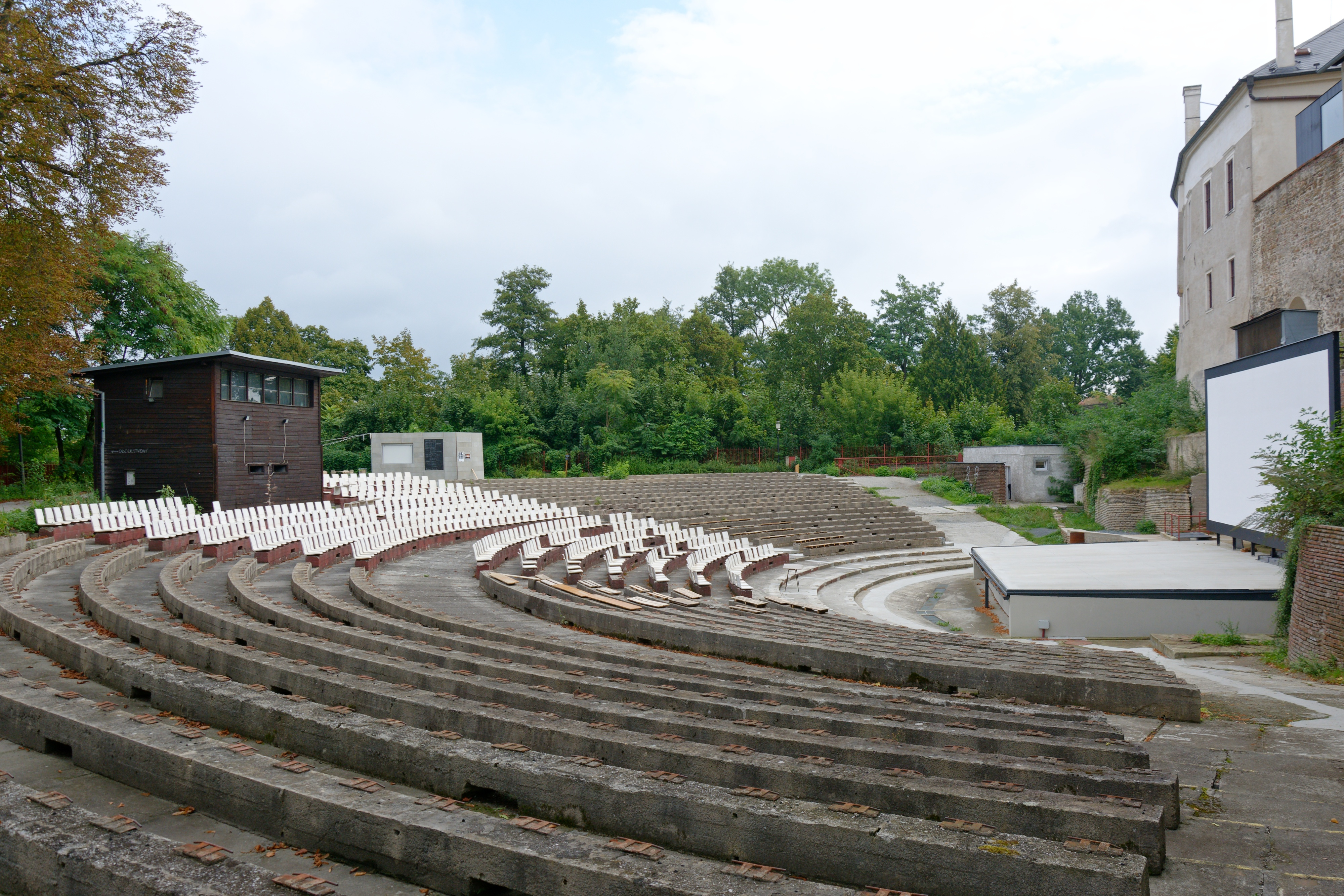
Pohled na hlediště od vstupu
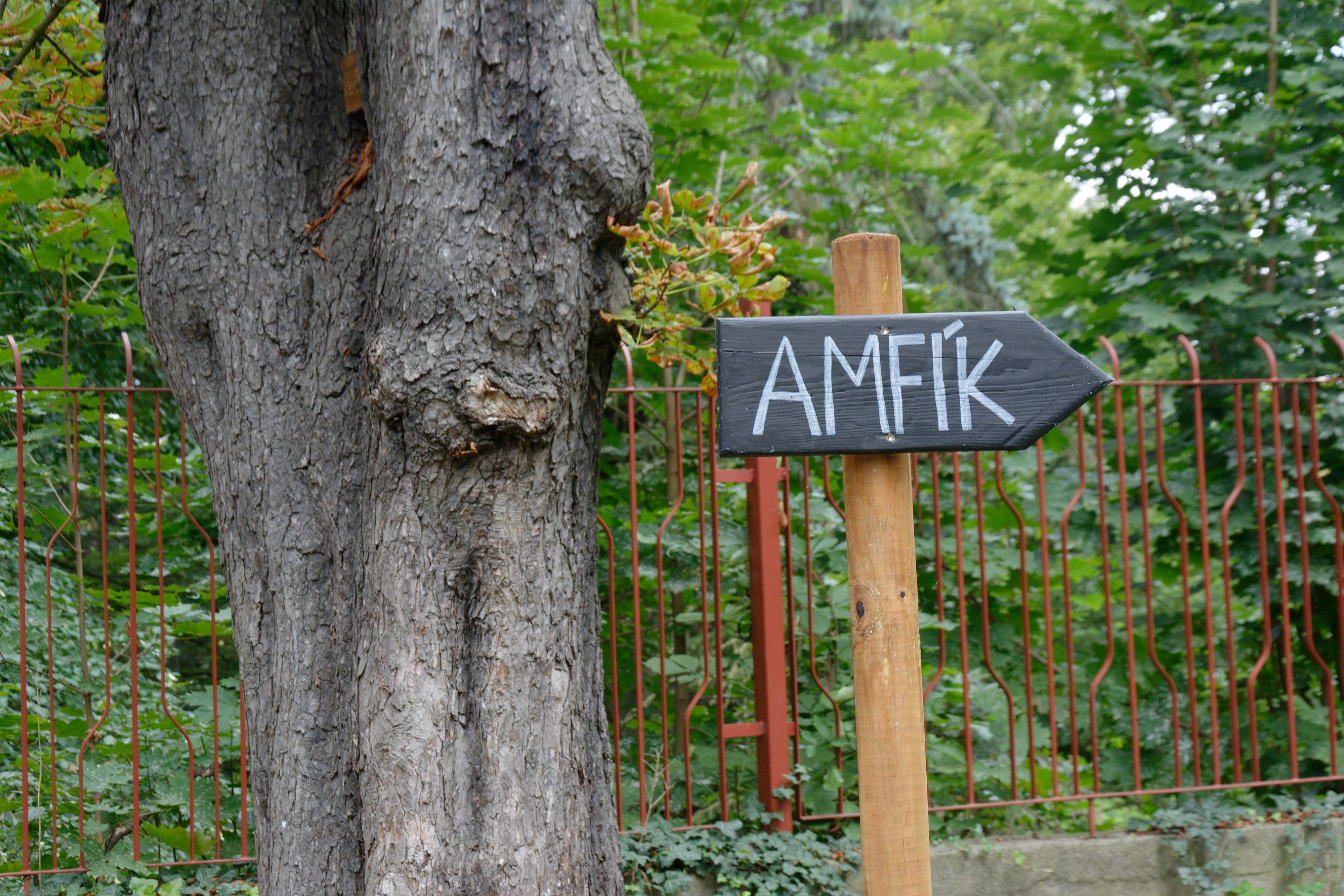
Cedule
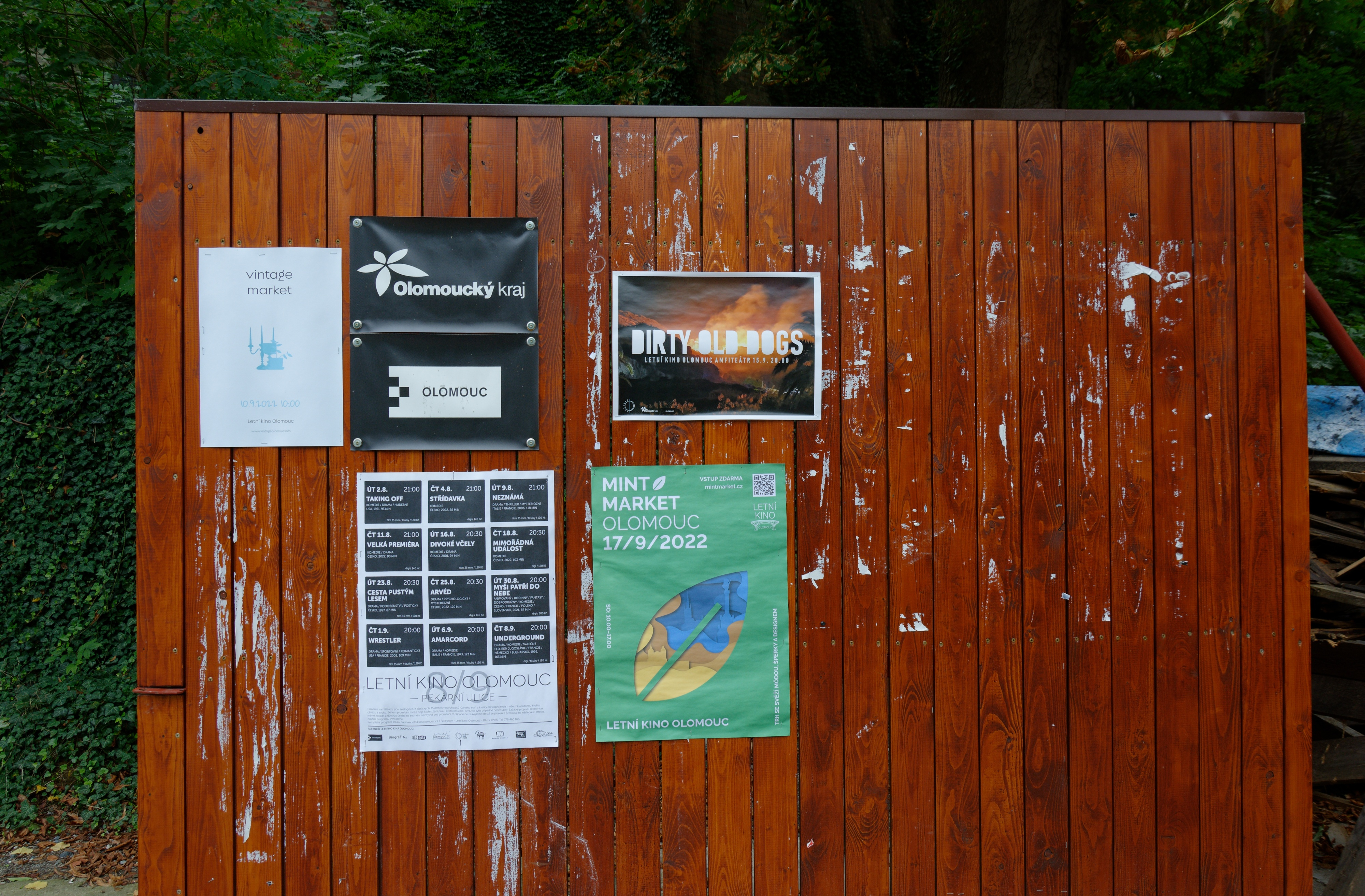
Tabule s plakáty
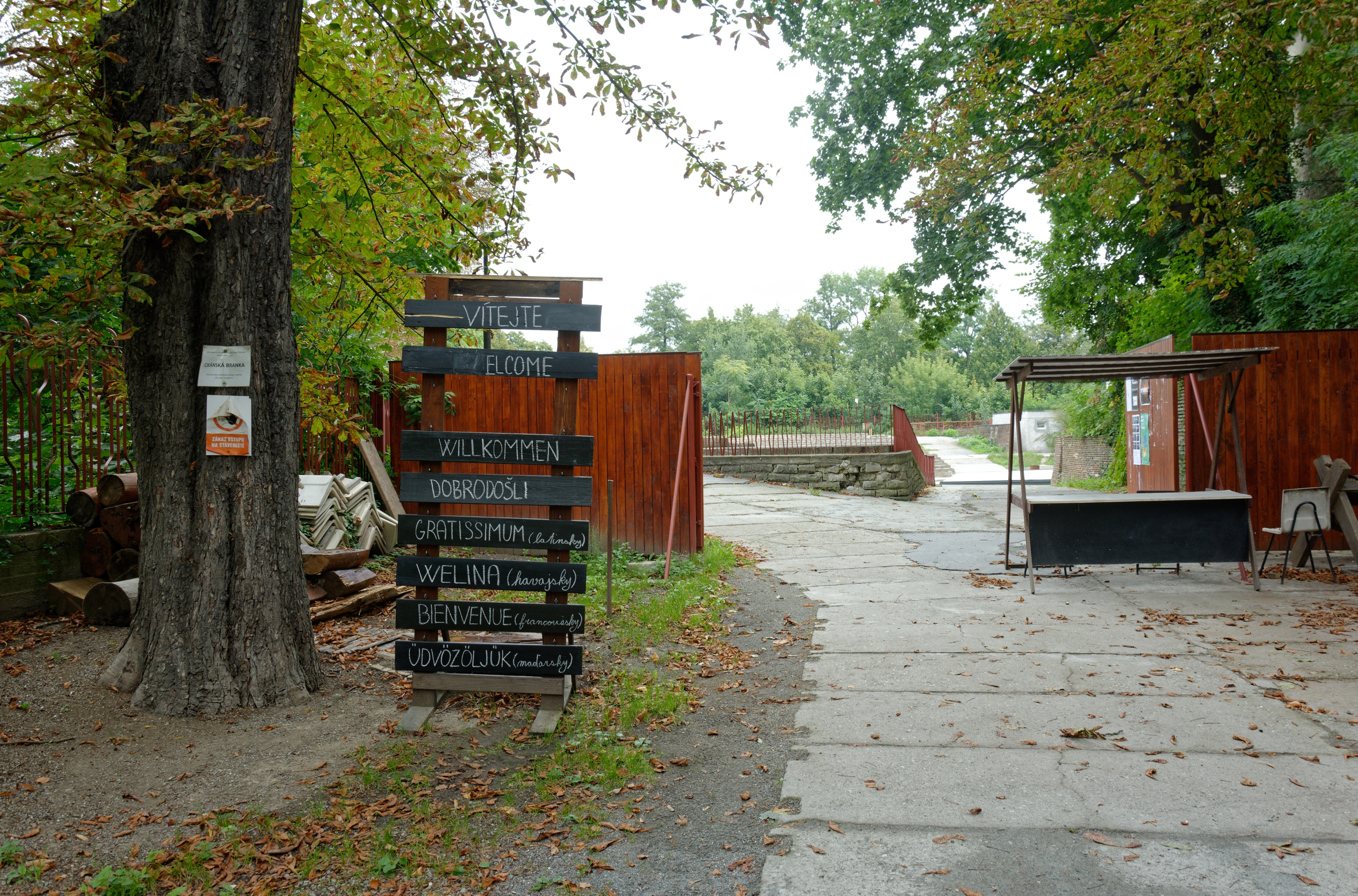
Vstup do hlediště